# Гномон

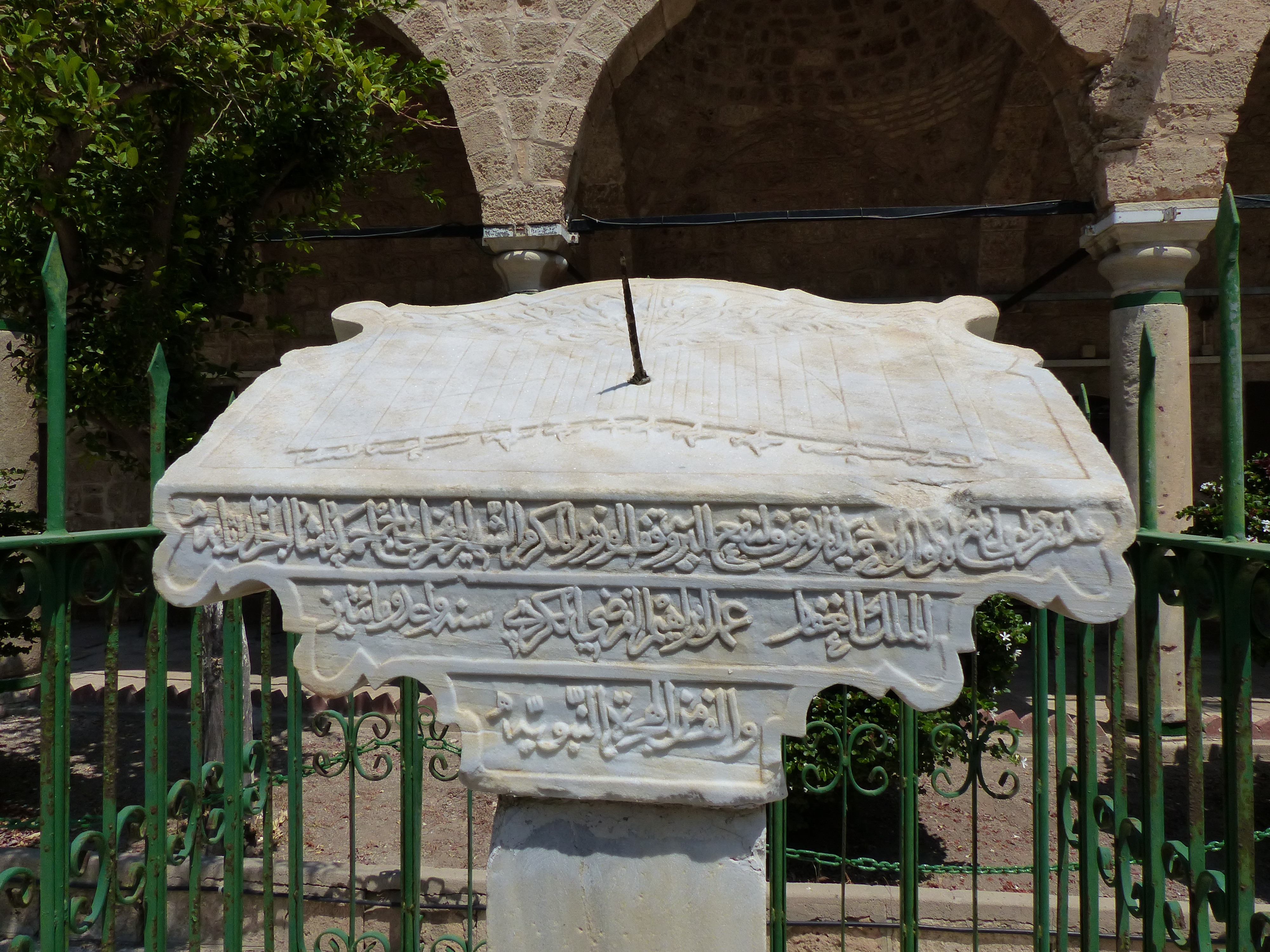
Гномон мечети Джеззар Паша в Акко

Гно́мон (гномо́н, от др.-греч. γνώμων — «указатель») — древнейший астрономический инструмент, вертикальный предмет (обелиск, колонна, шест), позволяющий по наименьшей длине его тени (в полдень) определить угловую высоту Солнца. Кратчайшая тень указывает и направление истинного меридиана. «Гномоном» также называют часть солнечных часов, по тени от которой определяется время в солнечных часах.
Искусство конструирования и изготовления гномонов и солнечных часов называется «гномоникой».
Гномон позволяет определить:
- Астрономический полдень — момент, когда длина его тени наименьшая[5].
- Направление на географический полюс (ближайший, если наблюдатель находится вне тропического пояса) — по направлению тени в астрономический полдень.
- Широту места — по длине тени гномона и величине солнечного склонения в астрономический полдень данной даты.

Для точности измерения важное значение имеет высота гномона — чем он выше, тем длиннее отбрасываемая им тень, что повышает точность измерения. Для удобства отсчёта на конце гномона было отверстие, которое было ярко видно в тени. Другой способ увеличения точности — находить биссектрису утренней и вечерней тени одинаковой длины, на рассвете и закате скорость изменения длины тени выше и её направление (для заданной длины) устанавливается точнее.
Тем не менее точность гномона относительно невелика, так как угловой диаметр Солнца приблизительно равен половине градуса, использовать же гномон для измерения по звёздам невозможно. Для повышения точности определения длины и направления тени гномона применялись различные «обострители тени» — диафрагмы с отверстием или шары небольшого диаметра, в этом случае единственным нескомпенсированным источником ошибки окажется явление атмосферной рефракции.
Принято считать, что гномон изобрёл древнегреческий философ и астроном Анаксимандр Милетский.